# Masterpiece (Madonna)
"Masterpiece" är en låt framförd av den amerikanska popartisten Madonna, utgiven på soundtracket till filmen W.E. 2011. Låten släpptes senare på hennes tolfte studioalbum MDNA (2012) och i Storbritannien i form av en radiosingel den 2 april 2012 för att marknadsföra albumet. Madonna skrev låten tillsammans med Julie Frost och Jimmy Harry, och producerade den ihop med William Orbit. "Masterpiece" är en popballad i medeltempo som påminner om hennes 1990-talsmaterial. Låten fick positiv respons från samtida kritiker, som berömde texten och Madonnas sångstil.
"Masterpiece" vann priset för bästa originalsång (Best Original Song) vid 2011 års Golden Globe Awards.

## Medverkande
- Madonna – sång, låtskrivare, producent
- Julie Frost – låtskrivare
- Jimmy Harry – låtskrivare, akustisk gitarr, keyboard, vocoder, programmering, ytterligare produktion
- William Orbit – producent
- Demacio "Demo" Castellon – ljudmix, ljudtekniker
- Frank Filipetti – ljudtekniker
- Angie Teo – ljudtekniker, ytterligare redigering
- Ron Taylor – redigering i Pro Tools
- Stephen "The Koz" Kozmeniuk – ytterligare redigering

Medverkande är hämtade ur albumhäftet till MDNA.

## Listplaceringar
| Lista (2012)                      | Högsta position |
| --------------------------------- | --------------- |
| Storbritannien (UK Singles Chart) | 68              |